# Krzywowierzba (gmina)
Krzywowierzba – dawna gmina wiejska istniejąca w latach 1867–1954 na Lubelszczyźnie. Siedzibą gminy za II RP była Krzywowierzba, a po wojnie Kodeniec.
Gmina powstała w 1867 roku w Królestwie Kongresowym a po jego podziale na powiaty i gminy z początkiem 1867 roku weszła w skład w powiatu włodawskiego w guberni lubelskiej (w latach 1912–1915 jako część guberni chełmskiej).
W 1919 roku gmina weszła w skład woj. lubelskiego. W 1924 roku w skład gminy wchodziły: Czortówka kol.; Hanów kol.; Holendernia kol.; Horostyta wieś, folwark; Ignaców kol.; Julianówka folwark; Kodeniec wieś; Kozarzec kol.; Krzywowierzba wieś, folwark; Lipówka wieś, kol.; Lubiczyn wieś; Łoskoszyzna kol.; Marianówka kol.; Nietiahy wieś; Pachole wieś; Sytyta kol.; Wyhalów wieś; Zadębie kol.; Zahajki wieś, kol.. Do 1933 roku ustrój gminy Turka kształtowało zmodyfikowane prawo zaborcze. Podczas okupacji gmina należała do dystryktu lubelskiego (w Generalnym Gubernatorstwie). W 1944 roku siedzibę gminy przeniesiono z Krzywowierzby do Kodeńca.
Według stanu z dnia 1 lipca 1952 roku gmina Krzywowierzba składała się z 16 gromad. Jednostka została zniesiona 29 września 1954 roku wraz z reformą wprowadzającą gromady w miejsce gmin. Po reaktywowaniu gmin z dniem 1 stycznia 1973 roku gminy Krzywowierzba nie przywrócono.